# Hefèstia
Hefèstia (grec antic: Ἡφαιστία, 'ciutat d'Hefest') és el nom d'una antiga ciutat de l'illa de Lemnos, coneguda ja per les referències d'Heròdot. Es trobava a la badia de Pournia.
Segons Heròdot, les ciutats de l'illa de Lemnos, Hefèstia i Mirina, estaven habitades per pelasgs. Aquests havien promés retornar l'illa als atenesos si mai les naus ateneses, empeses pels vents del nord, aconseguien arribar en menys de nou dies d'Atenes a l'illa. Molts d'anys després, els atenesos, sota el comandament de Milcíades el Jove, feren la travessia en l'estació dels vents alisis en vuit dies. Els habitants pelasgs d'Hefèstia abandonaren l'illa, però els de Mirina s'hi resistiren i els posaren setge fins que es van rendir, sobre l'any 500 ae.
S'hi han realitzat excavacions que han tret a la llum restes de l'antiga ciutat, entre les quals destaquen un teatre i un santuari dedicat a una deïtat femenina.